# Malik Heath
Malik Shabazz Heath (Canton, 3 marzo 2000) è un giocatore di football americano statunitense che milita nel ruolo di wide receiver per i Green Bay Packers della National Football League (NFL).

## Carriera
Dopo non essere stato scelto nel Draft, Heath firmò con i Green Bay Packers il 1º maggio 2023. Il 29 agosto 2023 fu annunciato che sarebbe rientrato nei 53 uomini del roster per l’inizio della stagione regolare. Debuttò nella NFL il 10 settembre nella vittoria per 38–20 sui Chicago Bears, ma non fece registrare alcuna statistica fino al 19 novembre, quando ricevette il suo primo passaggio da Jordan Love) nella vittoria per 23–20 sui Los Angeles Chargers. L’11 dicembre segnò il suo primo touchdown su un passaggio da 6 yard di Love nella sconfitta per 24–22 contro i New York Giants. La sua stagione da rookie si chiuse con 15 ricezioni per 125 yard in 13 presenze, di cui una come titolare.